# Alix de Parroye

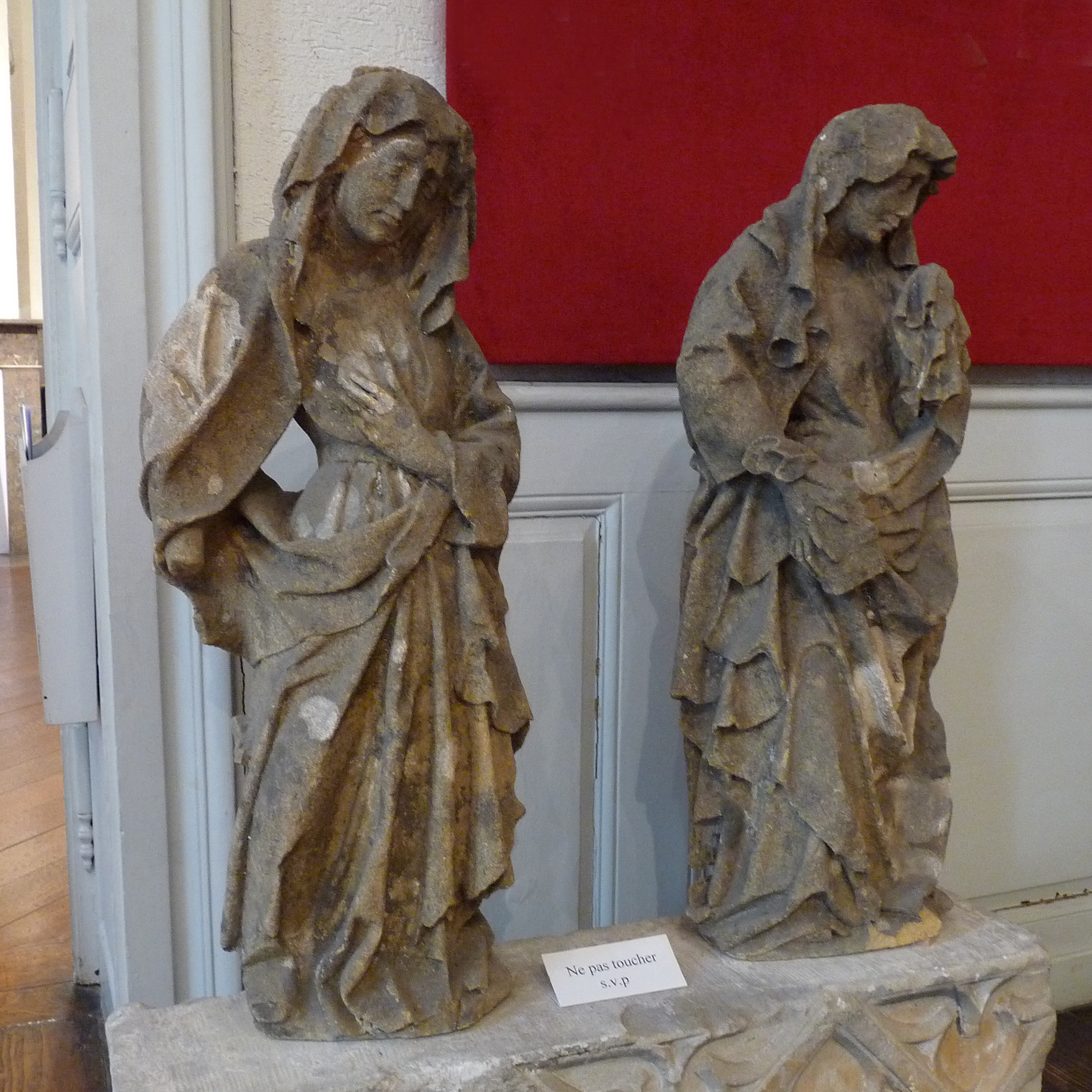
Les Pleureuses, statues du XV qui se trouvaient sur le tombeau d'Alix de Parroye à Remiremont, conservées au musée Charles-de-Bruyères.

Alix de Parroye (1432-1473) est une chanoinesse française, abbesse du chapitre de Remiremont de 1453 à 1473.

## Biographie
Issue d'une famille dont plusieurs membres furent chanoines ou chanoinesses de Remiremont (Vosges) et occupèrent des charges importantes, fille de Ferry II de Parroye et de sa première épouse, Alix de Ville-sur-Illon, Alix de Parroye est désignée comme abbesse le 18 mars 1453 en remplacement de Jeanne de Chauvirey, morte le 14 mars.
Après la mort d'Alix de Parroye, Catherine de Neuchâtel est élue abbesse à son tour le 28 janvier 1474, mais elle n'a pas 18 ans et sa désignation est invalidée par le pape. C'est donc Jeanne d'Anglure qui succède à Alix de Parroye.